# Larry Burrows
Larry Burrows (ur. 29 maja 1926 w Londynie, zm. 10 lutego 1971 w Laosie) – angielski fotoreporter pracujący dla magazynu „Life”, dla którego relacjonował przebieg wojny w Wietnamie.
Pracę dla magazynu rozpoczął w wieku 16 lat pracując jako technik wywołujący zdjęcia innych fotoreporterów. Jednak szybko zapragnął podążyć śladem Roberta Capy – jednego z najsłynniejszych fotografów wojennych. W 1945 zaczął fotografować takich ludzi jak Ernest Hemingway i Winston Churchill. Później relacjonował konflikty na Bliskim Wschodzie i w Kongu. Do Wietnamu przyjechał w 1962 roku w wieku trzydziestu sześciu lat i pozostał tam przez następne dziewięć do czasu tragicznej śmierci, dłużej niż jakikolwiek inny fotograf.
Był trzykrotnie nagradzany Robert Capa Gold Medal, a także w 1967 został fotografem roku w National Press Photographers Association. Jego zdjęcia ilustrujące wojnę w Wietnamie, które rozsławiły jego nazwisko, zmieniły podgląd światowej opinii publicznej na temat tego konfliktu. Zginął w katastrofie zestrzelonego śmigłowca w Laosie.
W zestrzelonym śmigłowcu zginęli też:
- Henri Huet (AP),
- Kent Potter (UPI),
- Keisaburo Shimamoto („Newsweek”).